# 徳島県立徳島北高等学校

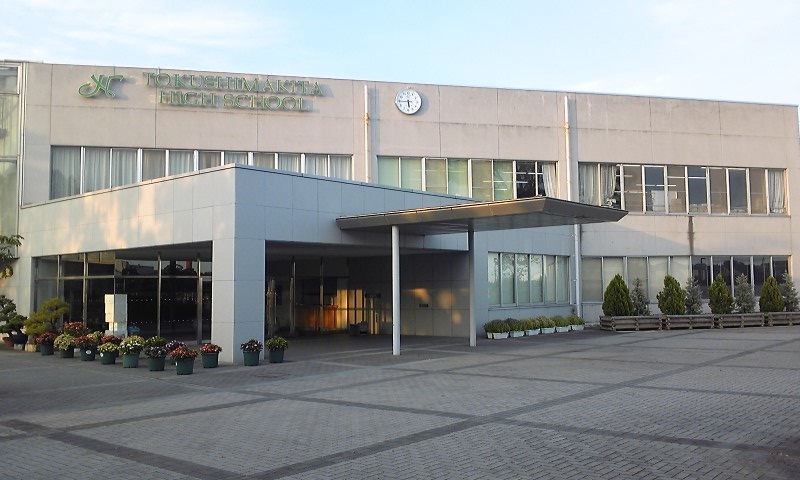
管理棟

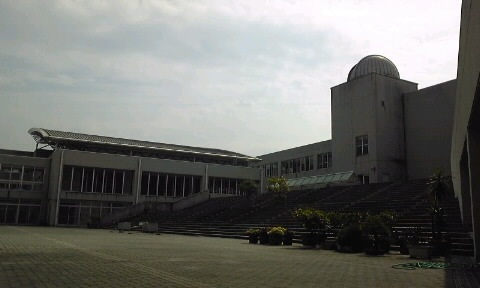
屋外ステージ

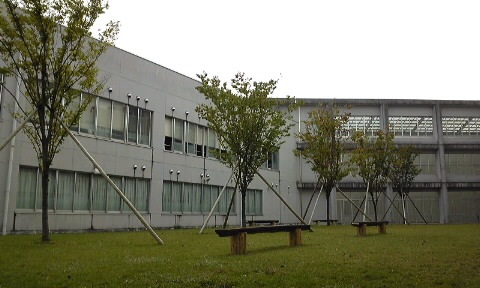
中庭

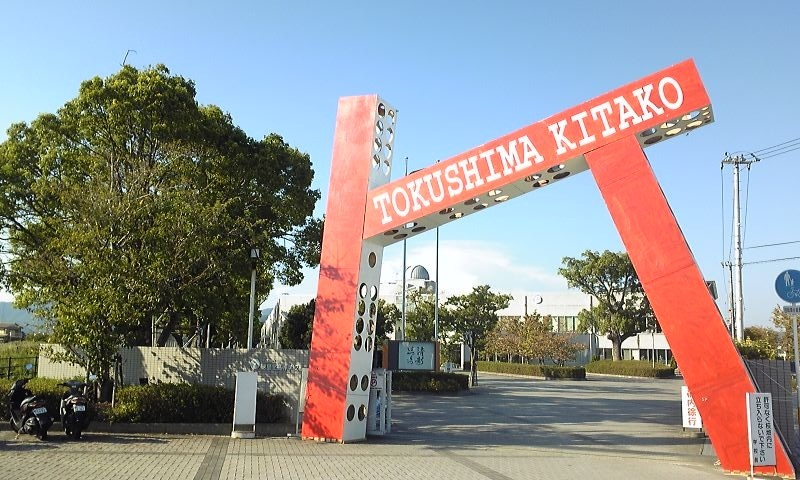
平成22年度の学校祭時の校門装飾

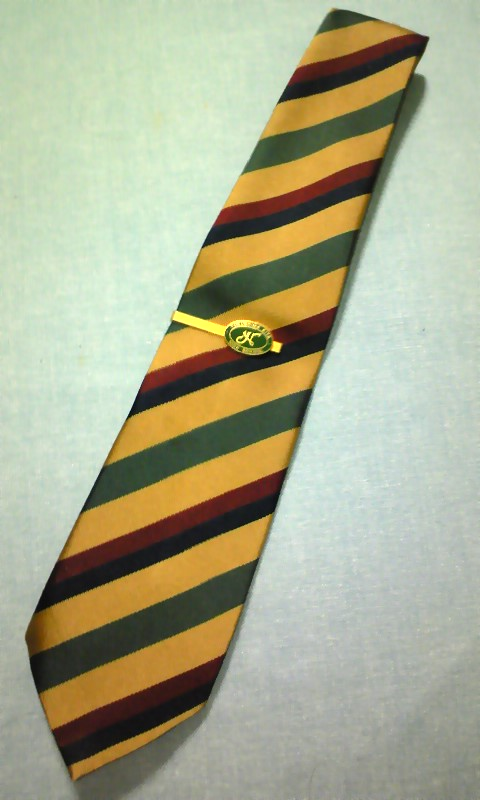
ネクタイと学校指定のシンボルマークがあしらわれたネクタイピン

徳島県立徳島北高等学校（とくしまけんりつとくしまきたこうとうがっこう、英称:Tokushimakita Senior High School）は徳島県徳島市応神町吉成を住所とする（実際には創設時に飛び地設定）県立高等学校である。
地元では、略して北高（きたこう）、徳北（とくきた）という名前で呼ばれている。また、正式名称が決まる前は川北高校（かわきたこうこう）とも呼ばれていた。

## 概要
徳島市の旧総合選抜6校の1つであった。1996年11月1日に設立、学生の入学は翌年の1997年4月であるため第1期生は1997年入学となる。
2003年から2005年までの3年間、スーパー・イングリッシュ・ランゲージ・ハイスクール (SELHi)に指定されていた。また、2006年度から国際英語科（後述）が設置されている。

### 校地
JR高徳線の東側に隣接するように立地しており、北門はJR勝瑞駅から200mの場所にある。校地の大部分は北島町、北門付近及びテニスコートは藍住町である。学校の住所が徳島市に設定されているだけで徳島市の土地は校門を含め無い（前述の通り本校は旧総合選抜校であったため住所を飛び地で徳島市とする必要があった、校門のみ徳島市部分にあるという噂は誤り）。

### 校舎概要
主に、4つの建物群からなる（すべて繋がっている）。校地の西端に南北に建っているのがガラスのストリートが南北に走る特別教室棟であり、このガラスのストリートから東北東へと連なる3つの校舎（北側から順に、北校舎、中校舎、管理棟）で1つの校舎が構成される。また、3つの校舎東端にも特別教室がまとめられている。
特別教室棟
ガラスのストリート
1F
食堂、自動販売機、駐輪場
2F
CAI教室、LL教室、外国語資料室、音楽室、書道教室、美術教室、視聴覚室、放送室、図書室
管理棟
1F
事務室、校長室、会議室、大会議室、応接室
2F
職員室、印刷室、電算室、人権教育室、生徒指導室、就職指導室、進路ガイダンス室
東端
1F
調理実習室、家庭科準備室、総合実習室、保健室
2F
生物教室、生物準備室、物理教室、物理準備室、礼法室、職員休養室
3F
地学教室、地学準備室、化学教室、化学準備室、大講義室

### 創立記念日
本校は11月1日を創立記念日としているが、学校が特別休業になることはない。

## 校章とシンボルマーク
本校には、校章とは別にシンボルマークがある。制服や、各部のユニフォームなどにみられるのだが、校章よりもシンボルマークを押し出しており、シンボルマークが準校章化している。

### 校章
校章のいわれ
徳島平野を豊かに流れる吉野川を基本として、北の空にきらめく星と校地に林立する楠の葉を組み合わせ、中央に「高」の字を配したものである。吉野川の悠久の流れは、時代を超えて真なるものを探求していこうとする強い意思を示し、常緑の楠の葉は、個性の伸長を図り、想像力豊かな人間を育成するという本校の願いを象徴している。また、さん然と輝く星は、徳島北高校を意味するとともに国際化に対応して未来に向けて発展していく学校の姿を表している。
- 生徒手帳の表紙
- 図書貸し出しカード

### シンボルマーク
本校には前述の校章のほかに、シンボルマークが制定されている。
シンボルマークの意味
徳島北高校を表す漢字の「北」とアルファベットの「N（northの頭文字）」をイメージで合体させたものである。これは、校章を制定する過程で、数案に絞り込まれた図案のうちの一部分が高い評価を得たため、シンボルマークとして独立させたものである。アルファベットの筆記体に、漢字の力強いストロークとはねがよく馴染み、本校のめざす校風であるはつらつとした躍動感をよく表現している。
- 制服
- 体操服
- ネクタイピン

## めざす校風
- めざす校風　清新はつらつ

## 沿革
- 1995年3月22日 起工式挙行
- 1995年11月17日 校名を徳島県立徳島北高等学校に決定
- 1996年4月1日 新設高等学校開設準備室を県教育委員会事務局内に設置
- 1996年8月8日 校章制定
- 1996年10月31日 本体工事竣工
- 1996年11月1日 徳島県立徳島北高等学校設置
- 1997年3月27日 全体工事竣工、落成式挙行
- 1997年4月8日 開校式、第1回入学式挙行
- 1997年11月1日 第1回創立記念式挙行
- 1998年3月2日 校旗樹立式、校歌制定式挙行
- 2000年2月28日 同窓会設立総会開催、同窓会発足
- 2000年3月1日 第1回卒業証書授与式挙行
- 2001年11月1日 第5回創立記念講演会
- 2003年4月1日 文部科学省よりスーパー・イングリッシュ・ランゲージ・ハイスクールに指定
- 2003年4月1日 県内初の民間人校長着任
- 2004年2月2日 総合選抜制度廃止により前期選抜入試実施
- 2004年4月1日 校地内全面禁煙開始
- 2004年7月1日 民活導入による普通教室への空調設備設置
- 2006年4月1日 国際英語科新設

## 設置課程

### 普通科
1年次は共通クラス、2年次から人文コース、理数コース、外国語コース（平成23年度まで）の3つのコースを設けている。

### 国際英語科
英語学習に重点をおき、様々な英語専門科目、学校設定科目を用意している。1年次は共通クラス、2年次からヒューマニティコース（文科系）とサイエンスコース（理科系）に分かれて学習する。
- ヒューマニティコース
- サイエンスコース

## 英語学習
代表的な取り組みとして、以下のものがある。

### 国際英語科の設置
2006年度から設置された国際英語科では、「英語」の授業科目が最大12種類ある。
- 総合英語

リスニング、スピーキング、リーディング、ライティングの4技能を総合的に関連付けた活動を行い、英語を通じて、言語や文化に対する理解を深め、積極的にコミュニケーションを図ろうとする態度を身につける授業。
- 英語理解

聞くこと、読むことに関する能力をさらに伸ばす授業。
- 異文化理解

新聞、放送、情報ネットワークなどに用いられる英語を理解するとともに、それを活用する基礎的な能力を養う授業。
- 時事英語

現在話題となっているグローバルなトピックを取り上げ、自国の状況と比較をしながら異文化理解に取り組む授業。
- BSC (Basic Skills for Communication)

コミュニケーション活動をより多く取り入れた授業。
- CAE (Computer Assisted English)

LL教室（言語学習専用教室）やCAI教室（コンピュータルーム）を使い、発音やリスニングなど音声面のスキルアップに取り組む授業。
- L&N (Listening&Note-Taking)

「読む・話す・聴く」の活動をスムーズに行うため英語の講義内容の要点を整理したり、聞いたり読んだりした内容を要約する「書く」トレーニングを行う授業。
- Creative English

英語で自己表現する能力をより一層伸ばすために、前半は各自が設定した題材に関するリサーチ・プレゼンテーション、後半は身近な問題に関するディベート活動に取り組むという授業。
- Theme Weiting
- AC (Active Communication)

### 海外留学・ホームステイ留学
短期
ニュージーランドの国立大学でホームステイをしながら２週間実践的に英語を学ぶ。
長期
JFIF交換留学の特別推薦校であるため、アメリカ、カナダ、イギリスへの長期留学が可能である。

### 独自の学校行事
- English Day

県内外のALTらが集まり、外国語コースではプレゼンテーション、ディスカッション・ディベート活動を、他の1･2年生のクラスでは10名ずつのALTと英語を用いた活動をする。
- English Camp

大勢のALTと、校外で英語だけの2日間を過ごす。

### 実用英語技能検定（英検）とTOEIC（国際英検）
英検
- 一人ひとりの能力に応じて準2級、2級、準1級のトレーニングを行っている。
- 英検成績「優秀団体賞」を受賞している。（2004年･2007年･2008年度）

TOEIC
「TOEIC IPテスト」を実施している。

## 部活動

### 運動部
- 陸上競技部
- 硬式野球部

2009年夏・全国高等学校野球選手権大会出場（第91回）
甲子園での戦績については全国高等学校野球選手権大会 (徳島県勢)を参照。
- バレーボール部
- サッカー部

全国高等学校サッカー選手権大会 出場1回（第96回）
- バスケットボール部
- ソフトテニス部
- テニス部
- 弓道部
- 卓球部

- 空手道部
- 水泳部
- 柔道部
- ソフトボール部
- 剣道部
- 少林寺拳法
- バドミントン部
- ボクシング同好会
- 女子サッカー部

### 文化部
- 英会話・ディベート部
- 写真部
- 化学部
- 地学部
- 生物部
- 茶道部
- 華道部
- 吹奏楽部
- 合唱部
- コンピュータ部
- 美術部
- 書道部

- LLC（人権）部
- 放送部
- 文芸部
- JRC部
- 囲碁・将棋部
- 園芸部
- 百人一首かるた部
- 健康科学部
- 調理同好会
- KICS同好会
- クラシックバレエ同好会

## 学校行事
4月
- 入学式
- オリエンテーション
- 基礎学力テスト
- 身体測定

5月
- PTA総会
- 修学旅行（2年）
- 遠足（1･3年）
- 定期考査（1学期中間考査）

6月
- 県高校総合体育大会
- 第1回実力テスト

7月
- 定期考査（1学期末考査）
- 球技大会
- 生徒総会
- 職業別キャリア学習（1年）
- 夏季補習（~8月）
- 夏季セミナー（1･2年）
- 海外語学研修（国際英語科1年）

8月
- オープンスクール
- 各部合宿
- TOEIC受験
- 第2回実力テスト

9月
- 北高祭（文化・体育祭）
- オープンスクール

10月
- 定期考査（2学期中間考査）
- 人権演劇鑑賞会
- 人権週間
- 1日大学体験授業 (University in Tokukita)
- オープンスクールウィーク
- English Day

11月
- 創立記念日
- 進路講演会
- 第3回実力テスト

12月
- 定期考査（2学期末考査）
- 球技大会

1月
- 冬季補習
- 大学入試センター試験（3年）

2月
- 高校入試（前期選抜）※~2010年度入学生まで。以後、3月の一度のみとなる。
- 第4回実力テスト
- 予餞会

3月
- 卒業式
- 定期考査（学年末考査）
- 高校入試（後期選抜）※~2010年度入学生まで。以後、3月の一度のみとなる。
- English Camp
- 合格者招集
- 定期演奏会

## アクセス
- 鉄道
  - JR高徳線：勝瑞駅で下車。徒歩3分
- バス（徳島バス）
  - 鍛冶屋原線（フジグラン・住吉経由）
  - 北島藍住線
    - 以上の路線に乗車し、「勝瑞駅北」で下車徒歩5分[1]。

## 出身者
- 大住有加 - 柔道選手
- 竹原俊介 - 野球選手
- 豊崎愛生 - 声優
- 松下宣夫（デニス） - お笑い芸人
- 山下七海 - 声優
- 池田匡志 - 俳優